# タンソンニャット国際空港
タンソンニャット国際空港（タンソンニャットこくさいくうこう、ベトナム語: Cảng hàng không quốc tế Tân Sơn Nhất, 英語: Tan Son Nhat International Airport）は、ベトナム社会主義共和国南部のホーチミン市タンビン区にある国際空港。Sân bay quốc tế Tân Sơn Nhất とも呼ばれる。ホーチミン市街中心部より北西約8kmの位置にある。IATAコードは「SGN」であり、ホーチミン市の旧名サイゴンが由来である。
市内中心部より東方約40kmの場所にて、ロンタイン国際空港が2025年の完成予定で建設中である。

## 沿革
- 1930年代初期、フランス植民地政府によって、タンソンニャット村に飛行場が創設された。
- 1941年7月の日本軍の南部仏印進駐に際し、フランスのヴィシー政府と交渉妥結して日本海軍の航空基地となった。
- 1956年中頃、アメリカ合衆国の援助により、南ベトナムの主力の国際空港として拡張された。
  - ベトナム戦争中はタンソンニャット空軍基地（英語版）として、南ベトナム空軍及びアメリカ軍の重要な軍事施設であった。また、1973年のパリ協定に基づき、ベトナム民主共和国政府代表団（北ベトナム）も空港内に駐留した。
- 1975年4月28日、ホー・チ・ミン作戦によって、北ベトナム軍の空襲と地上部隊によって空港が包囲され機能停止、4月30日にサイゴン陥落。ベトナム戦争終結を迎えた。エア・ベトナムが運航停止。
- 2004年12月9日、ベトナム戦争終了後初めて、アメリカ合衆国の航空会社の飛行機が再就航。
- 2007年9月2日、日本国政府の政府開発援助で、新国際線空港ターミナルビルがグランドオープン。

## 旅客ターミナル

### ターミナル1
元は国内、国際線共用のターミナルであったが、2007年8月に新国際線ターミナルの供用が開始されたことに伴い国内線専用ターミナルとなった。バンブー・エアウェイズやパシフィック航空などが利用している。

### ターミナル2（国際線ターミナル）
国際航空需要の増加を受けて、国際線の新ターミナルが日本のODAにより建設された。4階建ての新ターミナルは、10万平方メートルの面積で8つの搭乗橋を備え、年間800万から1,000万人の旅客に対応する。新ターミナルは2007年8月28日から利用が開始され、国慶節である9月2日に、グランドオープンした。
日本のODAで作られた新国際ターミナルへの謝辞として、タンソンニャット国際空港国際線ターミナルの到着フロアの外を出た所に、ベトナム政府から感謝の言葉が書かれた石碑が埋め込まれており、日本語、ベトナム語と英語で書かれてある。

### ターミナル3
ターミナル1の年間収容能力を超える発着が常態化していたことを補う目的で作られた、新たな国内線専用ターミナル。2022年に着工し、2025年4月30日（ベトナム南部解放・南北統一50周年記念日）に供用を開始した。ベトナム航空及びベトジェットエアが主に使用する予定だが、T1からの移転が難航しており、2025年5月時点では一部路線のみが本ターミナルを使用している。T1/T2との間はシャトルバスで結ばれているが、遅延が常態化している。

## 就航航空会社と就航都市
| 航空会社                     | 就航地 | ターミナル |
| ---------------------------- | --- | ---------- |
| ベトナム航空                 | ハノイ、バンメトート、カマウ、チュライ、コンダオ、ダラット、ダナン、ドンホイ、ハイフォン、フエ、ニャチャン、フーコック島、プレイク、ヴァンドン、フーカット、トースアン、トゥイホア、ヴィン | 国内       |
| ベトナム航空                 | 東南アジア : プノンペン、シェムリアップ、バンコク/スワンナプーム、クアラルンプール、シンガポール、ジャカルタ 東アジア : 広州、上海浦東、香港、福岡、名古屋/中部、大阪/関西、東京/成田、釜山、ソウル/仁川、高雄、台北/桃園 南アジア : デリー、ムンバイ ヨーロッパ : パリ、フランクフルト、ロンドン/ヒースロー、コペンハーゲン(2025年12月15日より運航開始予定) 北米 : サンフランシスコ オセアニア : メルボルン、シドニー、パース (2023年12月7日から) | 国際       |
| ベトジェットエア             | ハノイ、バンメトート、カントー、ダラット、ダナン、ドンホイ、ハイフォン、フエ、ニャチャン、フーコック島、プレイク、ヴァンドン、フーカット、トースアン、トゥイホア、ヴィン | 国内       |
| ベトジェットエア             | 東南アジア : バンコク/スワンナプーム、チェンマイ、プーケット、クアラルンプール、シンガポール、ジャカルタ、バリ島 東アジア : 東京/成田、東京/羽田、大阪/関西、名古屋/中部、福岡、ソウル/仁川、釜山、香港、台北/桃園、高雄、台中、台南、北京/大興、広州 南アジア : アフマダーバード、デリー、ムンバイ、コーチン オセアニア : シドニー、ブリスベン、メルボルン                                                                                        | 国際       |
| バンブー・エアウェイズ       | ハノイ、バンメトート、チュライ、コンダオ、ダラット、ダナン、ドンホイ、ハイフォン、フエ、ニャチャン、フーコック島、プレイク、ヴァンドン、フーカット、トースアン、ヴィン | 国内       |
| バンブー・エアウェイズ       | 東南アジア : バンコク/スワンナプーム、シンガポール ヨーロッパ : フランクフルト、ロンドン/ガトウィック オセアニア : シドニー、メルボルン | 国際       |
| パシフィック航空             | ハノイ、バンメトート、チュライ、ダラット、ダナン、クアンビン、ニャチャン、フーコック島、プレイク、クイニョン、フーイエン、ヴィン | 国内       |
| パシフィック航空             | シンガポール、バンコク/スワンナプーム | 国際       |
| ベトラベル航空               | ハノイ、ダナン、フーコック島、フーカット | 国内       |
| ベトラベル航空               | バンコク/スワンナプーム | 国際       |
| ベトナムエアサービス         | カマウ、コンダオ、ニャチャン、ラックザー | 国内       |
| フィリピン航空               | マニラ | 国際       |
| セブ・パシフィック航空       | マニラ | 国際       |
| カンボジア・アンコール航空   | プノンペン、シェムリアップ、シアヌークビル | 国際       |
| カンボジア・エアウェイズ     | プノンペン | 国際       |
| ラオス航空                   | ヴィエンチャン、パークセー | 国際       |
| タイ国際航空                 | バンコク/スワンナプーム | 国際       |
| タイ・エアアジア             | バンコク/ドンムアン | 国際       |
| タイ・ベトジェットエア       | バンコク/スワンナプーム | 国際       |
| ミャンマー国際航空           | ヤンゴン | 国際       |
| マレーシア航空               | クアラルンプール | 国際       |
| エアアジア                   | クアラルンプール、ジョホールバル | 国際       |
| バティック・エア・マレーシア | クアラルンプール | 国際       |
| ロイヤル・ブルネイ航空       | ブルネイ | 国際       |
| シンガポール航空             | シンガポール | 国際       |
| スクート                     | シンガポール | 国際       |
| 中国国際航空                 | 北京首都、重慶 | 国際       |
| 中国東方航空                 | 上海浦東 | 国際       |
| 中国南方航空                 | 広州、上海浦東、深圳 | 国際       |
| 廈門航空                     | 廈門 | 国際       |
| 深圳航空                     | 深圳 | 国際       |
| 四川航空                     | 成都天府 | 国際       |
| キャセイパシフィック航空     | 香港 | 国際       |
| 香港エクスプレス             | 香港 | 国際       |
| グレーター・ベイ航空         | 香港 | 国際       |
| チャイナエアライン           | 台北/桃園 | 国際       |
| エバー航空                   | 台北/桃園 | 国際       |
| マンダリン航空               | 台中 | 国際       |
| スターラックス航空           | 台北/桃園 | 国際       |
| 大韓航空                     | ソウル/仁川 | 国際       |
| アシアナ航空                 | ソウル/仁川 | 国際       |
| チェジュ航空                 | ソウル/仁川 | 国際       |
| ティーウェイ航空             | ソウル/仁川 | 国際       |
| エアプレミア                 | ソウル/仁川 | 国際       |
| 日本航空                     | 東京/成田 、東京/羽田 | 国際       |
| 全日本空輸                   | 東京/成田 、東京/羽田 | 国際       |
| IndiGo                       | コルカタ | 国際       |
| エミレーツ航空               | ドバイ | 国際       |
| カタール航空                 | ドーハ | 国際       |
| ターキッシュ エアラインズ    | イスタンブール | 国際       |
| ジェットスター航空           | シドニー、メルボルン | 国際       |
| ユナイテッド航空             | ロサンゼルス(香港経由)、サンフランシスコ(香港経由)、香港(いずれも2025年10月26日より就航予定) | 国際       |

2023年8月現在

## アクセス

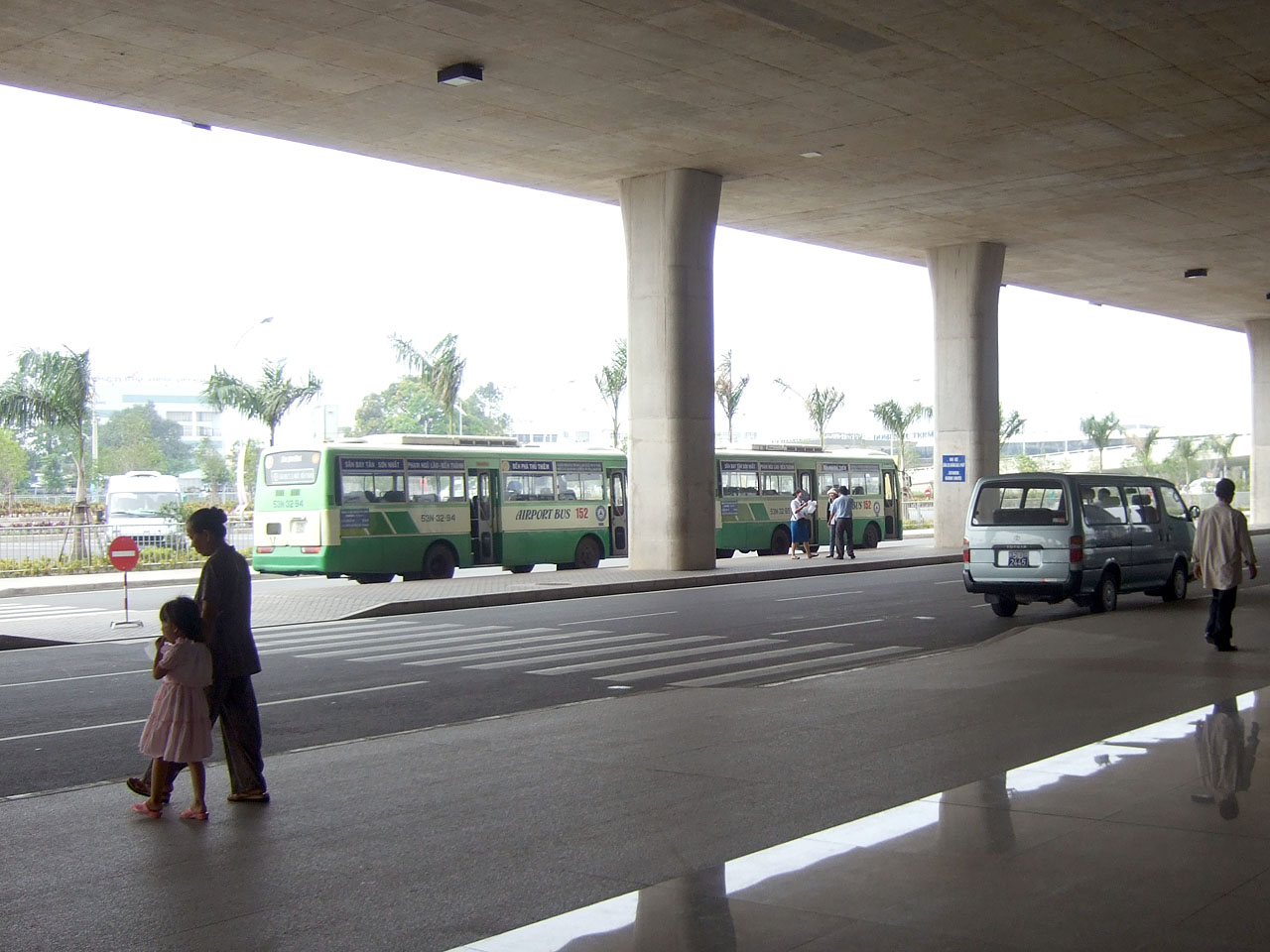
空港の路線バス乗り場

2010年現在、空港連絡鉄道や高速道路によるアクセスは整備されていないものの、前述のとおりホーチミン市中心部より8kmの好立地であり、市街地の中に空港があると言ってもよい事もあり、路線バスやタクシーで中心部まで30分程度でアクセスが可能である。

### 路線バス
ながらく運行されていた152番バスは最終便が18時発とかなり早めであったため、かつて深夜発着便の旅客が使えるバスは存在しなかった。2016年3月より、朝5時45分から深夜2時半（空港発最終）まで運行する109番路線バスが開通し、市の中心部にあるベンタイン市場前ロータリーや9月23日公園と空港とを結んでいる。運賃は初乗り12,000ドン、終点までは20,000ドン（2016年3月現在）。

### ホテル専用車
宿泊するホテルに、専用車での送迎を依頼することもできる。通常中型セダン1台で片道20US$前後かかる。

### 鉄道
ホーチミン市都市鉄道が本空港に接続する計画があり、事業化調査が完了した状況である。

## ギャラリー

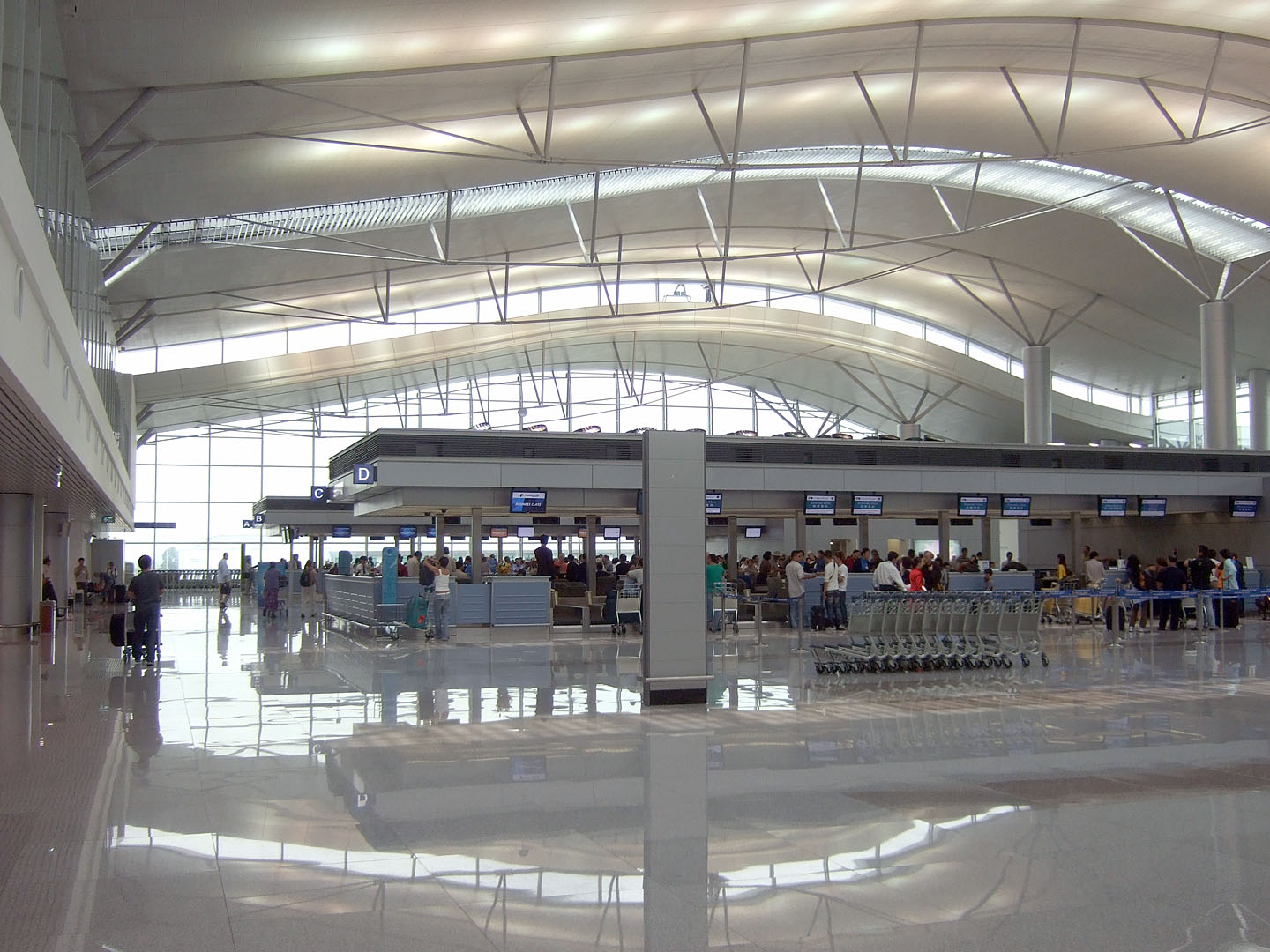
新ターミナルチェックインカウンター
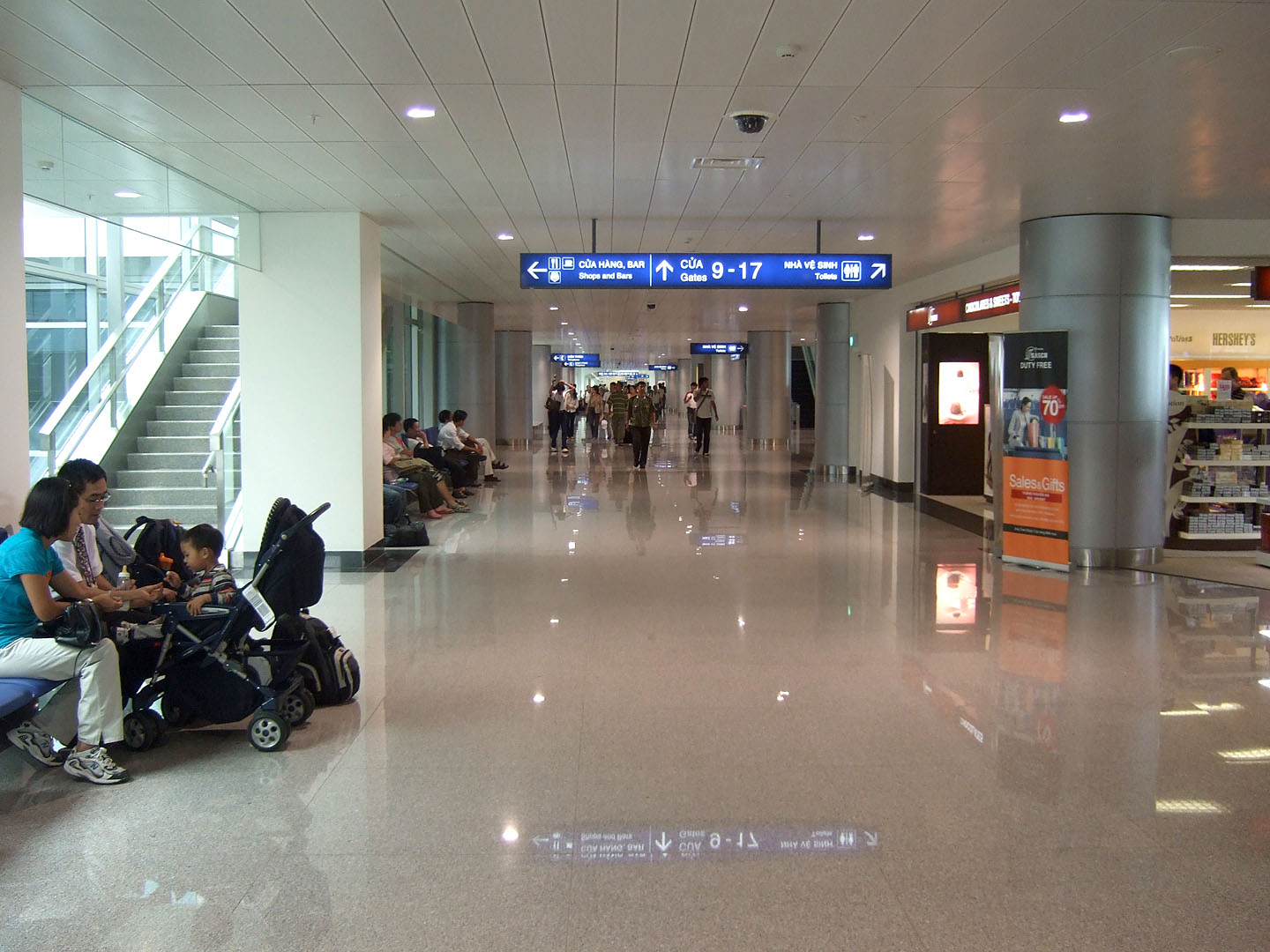
新ターミナル出発ロビー
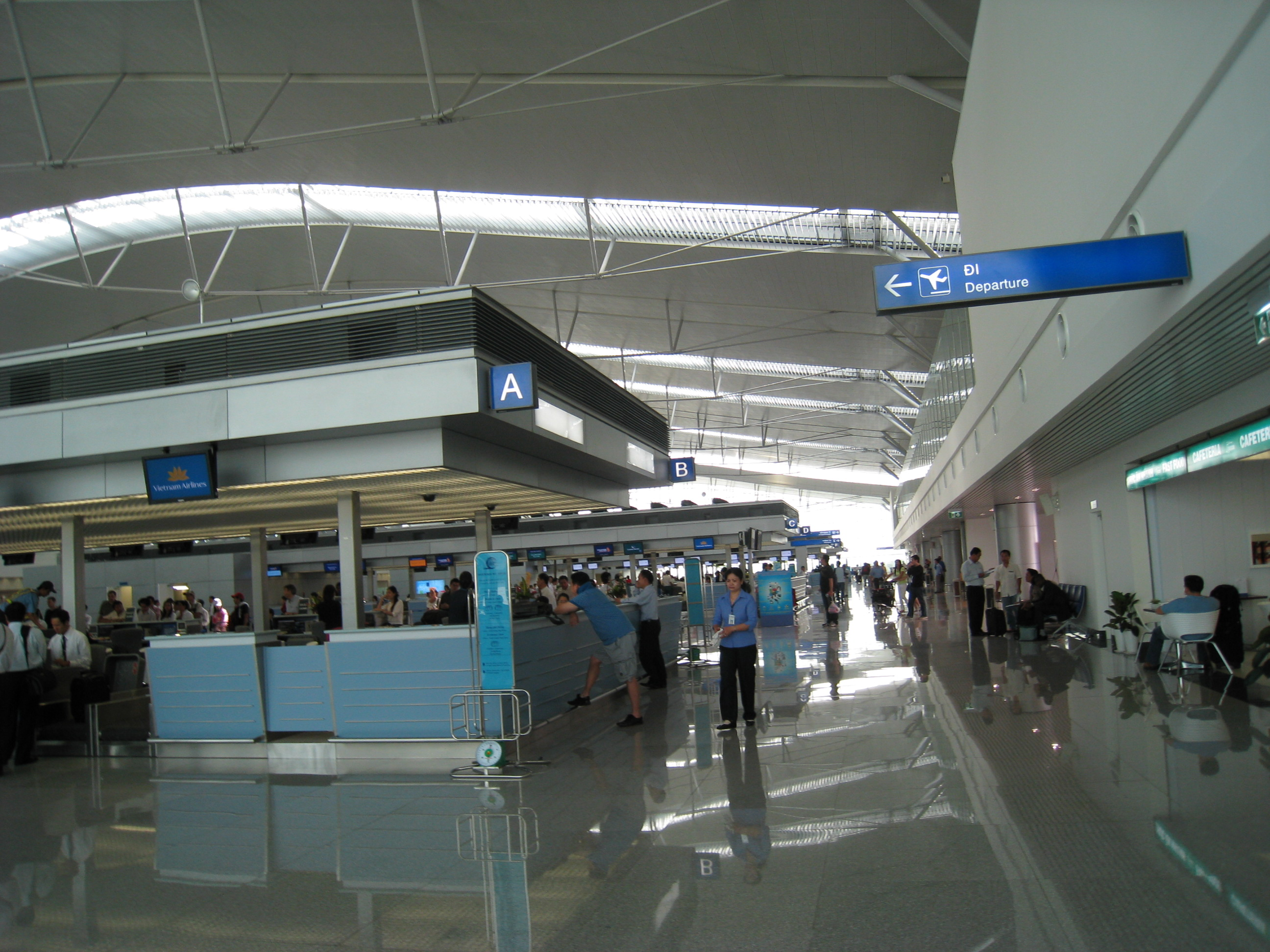
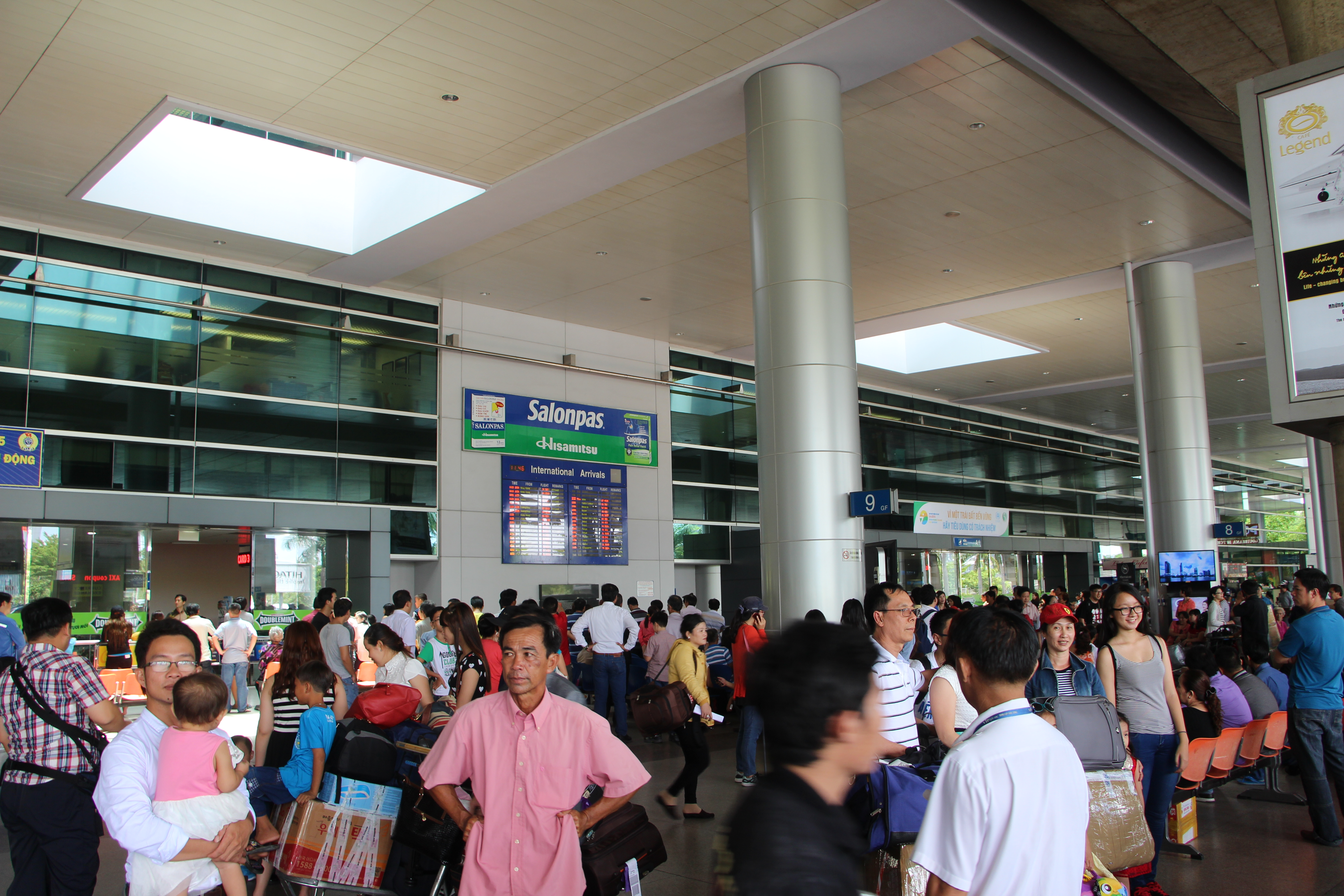